# Степанівська волость (Сумський повіт)
Степанівська волость — адміністративно-територіальна одиниця Сумського повіту Харківської губернії.

Найбільше поселення волості станом на 1914 рік:
- село Степанівка — 3456 мешканців;
- село Підліснівка — 1391 мешканець.

Старшиною волості був Шевченко Фома Кузьмич, волосним писарем — Трощій Павло Сільвестрович, головою волосного суду — Болім Ісай Васильович.